# SIAT 223 Flamingo
Il SIAT 223 Flamingo, successivamente MBB 223 Flamingo, era un monomotore da addestramento ad ala bassa progettato ed inizialmente commercializzato dall'azienda tedesca Siebel Flugzeugwerke-ATG (SIAT) dalla fine degli anni sessanta, poi, una volta acquisita negli anni settanta, dalla Messerschmitt-Bölkow-Blohm GmbH (MBB) che lo produsse fino al 1986.
Destinato al mercato delle scuole d'addestramento civile venne impiegato anche in ambito militare nelle unità di addestramento dell'aeronautica militare siriana e turca.
Il Flamingo, oltre ad essere prodotto nel territorio nazionale in 29 esemplari venne realizzato anche all'estero su licenza, in Spagna dal 1972 al 1976 negli stabilimenti della Construcciones Aeronáuticas S.A. (CASA) con la designazione CASA C-223 Flamingo in 50 esemplari destinati al mercato interno, ed in Svizzera  dalla Farner Werke AG, che lo realizzò in 19 esemplari.

## Storia

### Sviluppo
Nei primi anni sessanta, nell'allora Germania Ovest, venne emessa dal Bundesministerium für Wirtschaft (Ministero Federale dell'Economia) una specifica per la fornitura di un nuovo velivolo da destinare alle scuole di volo civili. Tra le altre aziende partecipò anche la SIAT, nata dalla fusione della Siebel Flugzeugwerke con la ATG Maschinen GmbH (ex Allgemeine Transport Anlagen GmbH), ritornate entrambe alla produzione aeronautica dopo le limitazioni imposte dalla sconfitta della Germania nazista alla fine della seconda guerra mondiale.
Come in altre simili realtà la rinascita della produzione nazionale era affidata alla rielaborazione in chiave della disposizione di nuove tecnologie applicate a progetti realizzati in periodo bellico. In questo caso il progenitore fu il Siebel Si 202 Hummel del 1938 che, attraverso il Siebel Si 222 Super Hummel della metà degli anni cinquanta, diventato poi per le rielaborazioni societarie SIAT 222, che venne presentato per partecipare al concorso. Un ulteriore sviluppo del velivolo sfociò nel SIAT 223, presentato nel 1966 all'Air Show di Hannover come mockup ed il cui prototipo venne portato in volo per la prima volta il 1º marzo 1967.
I successivi 4 esemplari di preserie furono destinati alle compagnie aeree svizzera Swissair e tedesca Lufthansa per il collaudo in condizioni operative con l'opzione per poter stipulare un contratto di fornitura mentre continuava la promozione dell'azienda nelle varie mostre e manifestazioni aeree nazionali ed internazionali. Alla fine del periodo di valutazione solo la compagnia svizzera stipulò un contratto mentre la Lufthansa preferì orientarsi su altri prodotti.

### Impiego operativo

#### Civile
Oltre che alle scuole di volo degli Aeroclub tedeschi 10 esemplari vennero acquistati dalla compagnia aerea svizzera Swissair sia per l'addestramento dei propri piloti a questo tipo di velivolo che per gli spostamenti di servizio.

#### Militare
Vi fu anche un interessamento militare da parte dei governi siriano e turco per l'acquisizione di esemplari da destinare alle scuole di volo per l'addestramento basico dei futuri piloti.
La prima stipulò un contratto per la fornitura di 40 esemplari destinati alla Al-Quwwat al-Jawwiyya al-'Arabiyya al-Suriyya , alcuni dei quali risultano ancora operativi con i 3 e 4 FTS (squadroni di addestramento al volo) presso le basi aeree di Rasin El Aboud (3 FTS)  e Minakh (4 FTS) .
I 15 esemplari acquistati dalla Turchia e destinati alla Türk Hava Kuvvetleri risultano attualmente radiati o non in condizioni di volo.

## Descrizione tecnica
Il Flamingo è un velivolo di impostazione classica per il suo ruolo, monoplano monomotore ad ala bassa e carrello triciclo fisso.
La fusoliera presentava un abitacolo chiuso che, a seconda delle versioni, poteva contenere da uno a quattro persone, pilota compreso, sotto un tettuccio a bolla apribile a scorrimento che consentiva un'ampia visibilità. Posteriormente terminava in un impennaggio classico monoderiva con piani orizzontali montati a sbalzo.
L'ala, a pianta rettangolare, era montata bassa ed a sbalzo e conteneva le gambe di forza degli elementi posteriori del carrello d'atterraggio, un triciclo anteriore fisso, il cui terzo elemento era posto sotto il cofano motore.
La propulsione era affidata al motore di produzione statunitense Lycoming IO-360, versione evoluta dell'originale O-360, capace di erogare una potenza pari a 200 hp (149 kW). L'IO-360 manteneva la configurazione a 4 cilindri contrapposti, raffreddati ad aria ma acquisendo un impianto di iniezione elettronica. In seguito venne adottata anche la sua variante turbocompressa TO-360. Benché alcune versioni avessero in seguito adottato altre motorizzazioni, normalmente i propulsori erano abbinati ad un'elica bipala a passo variabile con l'eccezione del 223-M4, motorizzato Porsche, che ne adottava una tripala.

## Varianti
223A-1 Flamingo Trainer A1
versione base biposto o quadriposto da addestramento, equipaggiata con un Avco Lycoming IO-360 da 200 hp (149 kW).
223K-1 Flamingo Trainer K1
versione acrobatica monoposto, equipaggiata con un Avco Lycoming IO-360 da 200 hp (149 kW).
223T-1 Flamingo Trainer T1
versione equipaggiata con un Avco Lycoming TO-360-C1A6D, versione sovralimentata tramite turbocompressore dell'originario IO-360 capace di erogare 210 hp (157 kW), realizzata in un solo esemplare.
223-M4
223T-1 Flamingo Trainer T1 equipaggiato successivamente con un motore Porsche PFM 3200, conversione triposto realizzata dall'azienda svizzera Farner Werke AG nel 1979 e realizzato in un solo esemplare.

## Utilizzatori

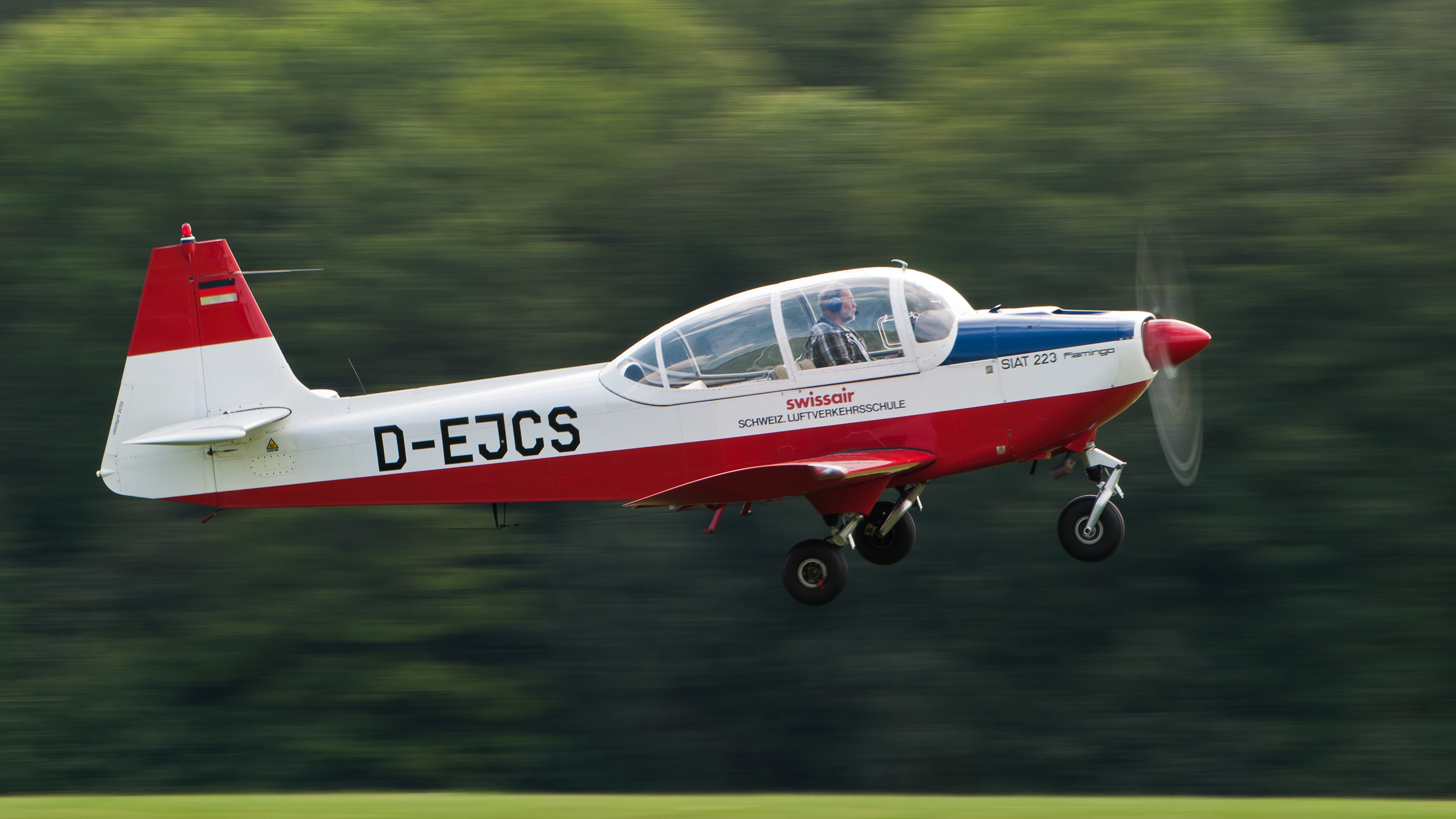
Siat 223 Flamingo (D-EJCS)

### Civili
Svizzera
- Swissair

### Militari
Siria
- Al-Quwwat al-Jawwiyya al-'Arabiyya al-Suriyya

opera con 35 esemplari prodotti dalla MBB nelle proprie scuole di volo.
 Turchia
- Türk Hava Kuvvetleri

operarò con un numero imprecisato di esemplari prodotti dalla MBB nelle proprie scuole di volo.

## Esemplari attualmente esistenti
Al 2009 risultano essere ancora oltre una decina gli esemplari in condizioni di volo, otto in Germania, uno in Svizzera ed alcuni in Siria.
Una curiosità è rappresentata dall'unico 223-M4 equipaggiato con motore Porsche PFM 3200 esposto presso il Deutsches Museum di Monaco di Baviera, in Germania.